# Камелот (телесериал)
«Камелот» (англ. Camelot) — телевизионный сериал, премьера которого состоялась 1 апреля 2011 года. В основе сюжета лежит легенда о короле Артуре. Специальная пилотная серия сериала была выпущена в эфир до официальной премьеры 25 февраля 2011 года. 30 июня 2011 года было объявлено, что второй сезон сниматься не будет (сериал «Игра престолов» превысил рейтинги данного сериала).

## Сюжет
Внезапная смерть короля Утера Пендрагона грозит привести Британию к хаосу. После видения Мерлина о тёмном будущем страны волшебник решает помочь сыну Утера Артуру взойти на престол и победить холодную и амбициозную волшебницу Моргану, сводную сестру.
Моргана пытается получить корону, но мешает ей в этом её брат!

## В ролях
- Джейми Кэмпбелл Бауэр в роли короля Артура — беззаботного молодого человека. Он уезжает из своего дома, узнав что является сыном неожиданно погибшего короля и наследником его престола. Глубоко убежден в том, что его подданные должны жить в королевстве, основанном на справедливости, чести и свободе от тирании.
- Ева Грин в роли Морганы — прекрасной, безжалостной и амбициозной сводной сестры Артура. Убив своего отца, Моргана планировала занять его трон, однако она не знала о существовании Артура и планах Мерлина на его коронацию. В своём стремлении к власти Моргана обратилась к тёмным силам, которые позволяют ей узнавать ситуацию в Камелоте изнутри.
- Джеймс Пьюрфой в роли Лота — узурпатора, захватившего трон после смерти Утера с помощью вступившей с ним в сожительство Морганы, убившего приёмную мать Артура и охотившегося за ним самим. Гибнет от руки приёмного отца Артура, заплатившего за победу над узурпатором своей жизнью.
- Джозеф Файнс в роли Мерлина — волшебника Камелота. Главный и самый могущественный союзник Артура, верящий в него даже больше, чем сам Артур верит в себя. Он может предвидеть опасности, угрожающие Артуру, однако сам вынужден бороться с тёмной природой сил, которыми он обладает.
- Тэмсин Эгертон в роли Гвиневры — невинной и наивной женщины, однако не лишенной крепости духа, оказывающей большую поддержку Артуру в становлении его королём. Несмотря на то, что она замужем за Леонтесом, одним из самых преданных рыцарей Артура, ни Артур, ни Гвиневра не могут скрывать чувств друг к другу.
- Питер Муни[англ.] в роли Кея — старшего молочного брата Артура. Кей убедил Артура принять свою судьбу как короля Британии и последовал за ним в Камелот. Впоследствии назначен маршаллом королевства.
- Клэр Форлани в роли Игрэйны — биологической матери Артура и второй жены короля Утера. По инициативе Мерлина была разлучена со своим сыном, также была люто ненавидима своей падчерицей Морганой. После прибытия Артура в Камелот, Игрэйна быстро становится союзницей Артура и занимает особую роль при дворе. Убита Морганой.
- Филип Уинчестер в роли Леонтеса — одного из самых отважных рыцарей короля Утера. После смерти последнего, присягнул на верность Артуру и переехал в Камелот. Женат на Гвиневре, его преданность и опыт неоценимы для молодого короля, Леонтес пытается обеспечить порядок в стране и защитить нового короля от других претендентов на престол. Гибнет, защищая Артура на перевале Бардона.
- Клайв Стэнден в роли Гавейна — бывшего рыцаря и великого воина. Гавейн разочаровался в жизни и потерял свой путь. Кей и Леонтес уговаривают его присоединиться к Артуру. Нехотя он соглашается на это предложение и приезжает в Камелот, где видит, что Артур не просто очередной военачальник. Вдохновленный этим, он остается в замке и присоединяется к людям Артура.
- Чипо Чанг[англ.] в роли Вивиан — молодой женщины, которая ведет своё происхождение от привезенных в Британию рабов. Служила королю Утеру, теперь выполняет роль служанки и гонца при Моргане.
- Шинейд Кьюсак в роли Сибил — монахини, вырастившей Моргану и вернувшей её к жизни. Для Морганы Сибил почти что мать, монахиня становится её наставницей и всячески помогает ей в получении короны. Взяла на себя ответственность за планы Морганы и была казнена. Также призрак Сибил предсказал Моргане рождение ребёнка от Артура, вследствие чего Моргана под обликом Гвиневры совокупилась с Артуром.

## Список эпизодов
| № | Название                                                     | Режиссёр                       | Сценарист                    | Дата выхода в эфир | Число зрителей в США (млн) |
| --- | ------------------------------------------------------------ | ------------------------------ | ---------------------------- | ------------------ | -------------------------- |
| 1 | «Возвращение домой» «англ. Homecoming»                       | Киаран Доннелли                | Майкл Хёрст и Крис Чибнелл   | 25 февраля 2011    | 1,13                       |
| Всё начинается с того, что Моргана разговаривает со своим отцом, королём Утером Пендрагоном. Она предлагает ему прощение за то, что он обманул её мать и изгнал её на 15 лет. Утер прогоняет Моргану и говорит, что она ему больше не дочь. Моргана обещает, что он заплатит. При помощи магии превратившись в девочку служанку, Моргана отравляет Утера и сразу же изгоняет его жену, Игрэйну, приглашая самого могущественного врага её отца, короля Лота, в замок Пендрагон для того, чтобы в процессе заключить альянс. Мерлин, самый верный советник Утера, находит молодого человека по имени Артур, чья жизнь не имеет цели. Он рассказывает Артуру, что в нём течет королевская кровь, и он новый король. Артур с трудом верит в это, но его приёмные родители говорят ему, что это правда. Мерлин просит Артура пойти с ним и найти своё призвание, и Артур соглашается, надеясь найти ответы о своём прошлом. Мерлин, Артур и его приёмный брат, Кей, отправляются в заброшенную крепость Камелот — будущее место предводительства Артура. Тем временем во дворце Утера Моргана слышит о «новом короле» и считает, что это невозможно и что она законный наследник. Она решает отправиться в Камелот и увидеть Артура своими глазами. Артур спрашивает Мерлина о своём рождении; Мерлин рассказывает ему, что у его отца был роман с вражеской королевой, и что это он, Мерлин, устроил свидание. Вражеская королева принимает облик Игрэйны, находящейся в Камелоте, и рассказывает Артуру, что она всегда любила его издалека. Моргана появляется в замке вместе с королём Лотом и говорит всем, что она единственный законный наследник; Игрэйна подтверждает, что это правда. Моргана предлагает Артуру уйти, пока никто не пострадал. Артур отказывается, говоря, что он теперь король и что он не отдаст свой трон. Моргана обещает войну и смерть Артуру и любому, кто встанет на её пути. Чтобы продемонстрировать свою силу, король Лот жестоко закалывает приёмную мать Артура прямо перед ним. |                                                              |                                |                              |                    |                            |
| 2 | «Меч и корона» «англ. The Sword and the Crown»               | Киаран Доннелли                | Крис Чибнелл                 | 1 апреля 2011      | 1,13                       |
| Артур встречает Гвиневру, женщину из своих снов. Моргана и король Лот договариваются напасть на Камелот и захватить трон. Лот лично смертельно ранит приёмного отца Артура, но умирающий отец мстит и закалывает Лота перед смертью. Мерлин предлагает Артуру вытащить из камня меч, известный как меч Марса, чтобы доказать, что он достоин называться королём. Это намекает на то, что Мерлин подстроил испытание заранее, поэтому тот, кто первым толкнёт меч, сможет вытащить его, ведь он подсказывает Артуру, что только так можно освободить меч. Мерлин использует успех Артура, чтобы вдохновить людей на верность Артуру. |                                                              |                                |                              |                    |                            |
| 3 | «Гвиневра» «англ. Guinevere»                                 | Джереми Подесва                | Крис Чибнелл и Луис Фокс     | 8 апреля 2011      | 0,854                      |
| В начале эпизода дом Гвиневры грабят прямо перед её свадьбой. Она убегает в Камелот под защиту своего будущего мужа, Леонтеса. Кей и Леонтес разыскивают нового верного воина, который мог бы присоединиться к ним. Артур и Мерлин принимают предложение присоединиться к Моргане в её замке для ужина. Затем Артур встречает Гвиневру, и они борются со своими отношениями между собой, так как она готовиться выйти замуж за Леонтеса. Артур занимается сексом с Гвиневрой в утро её свадьбы с Леонтесом. Мерлин подозревает о страсти Артура к Гвиневре. Артур вынужден уступить Гвиневру. |                                                              |                                |                              |                    |                            |
| 4 | «Владычица Озера» «англ. Lady of the Lake»                   | Джереми Подесва                | Крис Чибнелл и Луис Фокс     | 15 апреля 2011     | 0,988                      |
| Мерлин отправляется на поиски меча, подходящего королю, разыскивая легендарного изготовителя мечей, Калибурна, и делясь с ним информацией о телосложении и боевом стиле Артура, чтобы быть уверенным, что меч подходит ему. После того как меч был готов, Мерлин случайно убивает изготовителя мечей. Его дочь, Экскалибур, убегает и гребёт в к середине озера, в которое она собирается бросить меч в знак мести. Мерлин произносит заклинание, в результате чего поверхность озера замерзает и он идёт к ней. Потеряв равновесие, Экскалибур падает в озеро и тонет, в то время как лёд схватывается над ней. Пытаясь спасти себя, она пробивает мечом дыру во льду, а её рука появляется из озера, держа его. Мерлин вынимает меч из её руки, но оказывается не в состоянии разбить лёд и спасти её. Мерлин лжёт Артуру о том, как он получил меч, которому он даёт имя Экскалибур в честь дочери изготовителя мечей. Обманчивое сообщение Мерлина напоминает о традиционной легенде о «Владычице Озера». Разговор с Гвиневрой меняет Артура и он начинает доказывать свою силу тренируясь в бою с Леонтесом. Артур разочарован тем, что он не может быть с Гвиневрой, и, к своему огорчению, пренебрегает своим долгом перед своими воинами. |                                                              |                                |                              |                    |                            |
| 5 | «Справедливость» «англ. Justice»                             | Стефан Шварц                   | Сара Фелпс и Терри Кафолла   | 29 апреля 2011     | 0,985                      |
| Артур вмешивается в расследование убийства, убеждённый, что у убийцы мог быть благородный мотив. Артур пытается установить власть закона и начинает суд. Моргана пытается добиться политического превосходства, продвигая себя в качестве блюстителя справедливости, заковывая тем временем местного наёмника в цепи за избиение няни (Сибил), которая воспитала её. Затем Моргана перерезает наемнику глотку перед своими последователями. |                                                              |                                |                              |                    |                            |
| 6 | «Три путешествия» «англ. Three Journeys»                     | Стефан Шварц                   | Крис Чибнелл                 | 6 мая 2011         | 0,730                      |
| В этом эпизоде переплетаются три истории: путешествие Гвиневры в родительский дом, где умирает её отец, в сопровождении Артура, путешествие Кея (по приказу Мерлина) в дом его убитого отца в поисках его библиотеки, и женщина, которая приходит к Моргане для справедливости и говорит, что её дочь умерла, когда няня подожгла монастырь. Моргана решает наказать Сибил за её небрежность и сжигает её руку, чтобы сохранить впечатление непредвзятого суда, но отклоняет обвинения в колдовстве против её наставницы, и потому что магия Сибил неопасна и чтобы скрыть свои собственные тёмные силы. |                                                              |                                |                              |                    |                            |
| 7 | «Длинная ночь» «англ. The Long Night»                        | Микаэль Саломон                | Стив Лайтфут                 | 13 мая 2011        | 0,845                      |
| Моргана приглашает Артура и его солдат на вечернее развлечение и ночёвку. В это время она затевает серию интриг и обманов, в число которых входит фальшивая атака на замок, которую, по мнению большинства, устроил бывший соперник Утера. В конце эпизода Моргана меняет лицо, чтобы выглядеть как Игрейна, и скачет назад в Камелот с Артуром в облике Игрейны. Тем временем настоящую Игрейну бросают в темницу. |                                                              |                                |                              |                    |                            |
| 8 | «Игрейна» «англ. Igraine»                                    | Мишель Макларен                | Крис Чибнелл и Луис Фокс     | 20 мая 2011        | 0,712                      |
| Игрейну удерживают в заложниках в замке Морганы, Пендрагоне, в то время как Моргана в облике Игрейны бродит по залам Камелота, затевая интригу. Как Игрейна, она раскрывает Леонтесу, что у Артура и Гвиневры была связь утром в день их свадьбы, и занимается сексом с Мерлином. В Камелоте к ней также подходит сирота Редвальд, который хорошо знает Игрейну и любит её. Внезапно чары начинают спадать, и Редвальд успевает заметить, что её лицо меняется. Пытаясь удержать его, чтобы он не позвал на помощь, Моргана случайно становится виновницей его падения со стены и смерти. На следующий день Мерлин видит, что его вещи порваны, и понимает, что кто-то знает, что произошло. Тем временем настоящая Игрейна сбегает из замка Морганы, убив охранника, который начинает насиловать её в обмен на свободу, и отправляется обратно в Камелот, где сталкивается с Морганой всё ещё в облике Игрейны. |                                                              |                                |                              |                    |                            |
| 9 | «Битва в перевале Бардона» «англ. The Battle of Bardon Pass» | Микаэль Саломон                | Крис Чибнелл и Луис Фокс     | 3 июня 2011        | 1,00                       |
| Моргана обвиняет Игрэйну, что у него всего лишь галлюцинации, и покидает Камелот в обличье Игрэйны. Когда Мерлин и Игрэйна обвиняют в этом Моргану, встретившись с ней в замке, она и её последователи хватают их. Затем она в тайне организовывает налёт перевал Бардона в надежде, что Артур не сможет остановить его, и её признают лучшим правителем Камелота, и отправляется в путешествие в Камелот со своими новыми заключенными, Мерлином и Игрэйной. Леонтес обсуждает с глазу на глаз с Гвиневрой её отношения с Артуром, а затем с Артуром её отношения с Гвиневрой. Во время битвы в Кея попадают стрелой, и ему отчаянно становится необходима медицинская помощь. Артур и его друзья понимают, что единственный способ победить это если один из них останется сзади. Артур вызывается добровольцем, и его друзья покидают поле битвы, а Артур готовится к смертельной битве с армией Морганы. |                                                              |                                |                              |                    |                            |
| 10 | «Расплата» «англ. Reckoning»                                 | Микаэль Саломон и Стефан Шварц | Терри Кафолла и Крис Чибнелл | 10 июня 2011       | 1,03                       |
| План Морганы по низвержению Артура раскрывается. Леонтес умирает, защищая Артура на перевале Бардона, и говорит ему, чтобы он берёг Гвиневру. Моргана объявляет о смерти Артура, после чего Сибил говорит, что она должна быть Королевой, с чем люди соглашаются. Моргана бьёт Игрэйну ножом, заявляя, что она наказала её, хотя Игрэйна говорит, что она изгнала её, так как Утер хотел убить её. Артур возвращается во время её коронации и показывает одного из её людей, который говорит, что она стояла за набегом. Однако, няня Сибил берёт ответственность за предательские схемы Морганы, объявляя, что она всё спланировала и что Моргана знала об этом. Игрэйна умирает на руках плачущего Мерлина. Сибил казнят, и пока публика принимает эту историю, Артура и Мерлина не удаётся обмануть. Артур лишает Моргану своего имени и знамени Пендрагона и говорит, что её замок более не защищается. Моргана посещает могилу Сибил и, услышав голос, говорящий ей о рождении ребенка, принимает облик Гвиневры и занимается сексом с Артуром. |                                                              |                                |                              |                    |                            |